# Changshan (sockenhuvudort i Kina, Zhejiang Sheng, lat 29,02, long 119,55)
Changshan (kinesiska: 长山乡) är en sockenhuvudort i Kina. Den ligger i provinsen Zhejiang, i den östra delen av landet, omkring 150 kilometer sydväst om provinshuvudstaden Hangzhou. Antalet invånare är 9 283. Befolkningen består av 4 601 kvinnor och 4 682 män. Barn under 15 år utgör 1,0 %, vuxna 15-64 år 180 %, och äldre över 65 år 14,0 %.
Runt Changshan är det ganska tätbefolkat, med 149 invånare per kvadratkilometer. Närmaste större samhälle är Bailongqiao, 6,3 km norr om Changshan. I omgivningarna runt Changshan växer i huvudsak blandskog.
Genomsnittlig årsnederbörd är 2 256 millimeter. Den regnigaste månaden är juni, med i genomsnitt 468 mm nederbörd, och den torraste är oktober, med 60 mm nederbörd.